# Ерзіген
Ерзіген (нім. Ersigen) — громада  в Швейцарії в кантоні Берн, адміністративний округ Емменталь.

## Географія
Громада розташована на відстані близько 20 км на північний схід від Берна.
Ерзіген має площу 15,5 км², з яких на 7,5% дозволяється будівництво (житлове та будівництво доріг), 61,8% використовуються в сільськогосподарських цілях, 30,6% зайнято лісами, 0,1% не є продуктивними (річки, льодовики або гори).

## Демографія
2019 року в громаді мешкало 2039 осіб (+5,8% порівняно з 2010 роком), іноземців було 3,7%. Густота населення становила 132 осіб/км².
За віковим діапазоном населення розподілялося таким чином: 21,8% — особи молодші 20 років, 57,8% — особи у віці 20—64 років, 20,4% — особи у віці 65 років та старші. Було 883 помешкань (у середньому 2,3 особи в помешканні).
Із загальної кількості 589 працюючих 162 було зайнятих в первинному секторі, 156 — в обробній промисловості, 271 — в галузі послуг.